# 杰奎琳·穆特雷
杰奎琳·穆特雷（Jacqueline Mutere，約1968年—）是肯亞的一名女權運動者，她創立了非政府組織恩典議程，為受暴成孕的女性提供協助。另外她也是全國受害者與倖存者組織的成員，為暴亂的受害者爭取賠償。

## 生平
2007年肯亞總統選舉後爆發了為期近兩年的嚴重暴亂，超過千人身亡，近千名女性受到性暴力，穆特雷被鄰居的友人強暴成孕，且墮胎未遂，在2008年11月誕下一女。2010年12月，穆特雷在奈洛比建立了非政府組織恩典議程（Grace Agenda），以幫助因姦成孕的女性和她們生下的子女為宗旨，這些子女常受到家庭和社會的虐待與歧視，此組織提供受暴女性一個可以可訴說自己創傷的管道，避免她們將創傷傳給下一代。
另外穆特雷也持續督促肯亞政府向暴亂中的性暴力受害者發放總統烏胡魯·甘耶達曾承諾、超過1億美元的賠償金，向肯亞國會遞交請願書；因暴亂中的許多加害者為警員，穆特雷與其組織也試著揭發與這些犯罪相關的警員。